# Níjnie Khaltxí
Níjnie Khaltxí (en rus: Нижние Халчи) és un poble de l'óblast de Kursk, a Rússia, que en el cens del 2010 tenia 186 habitants. Pertany al districte rural de Fatej.